# Taça de Moçambique
Taça de Moçambique ist ein nationaler mosambikanischer Fußballpokalwettbewerb. Der Wettbewerb wird von der Federação Moçambicana de Futebol ausgetragen.

## Sieger nach Jahr
| Jahr    | Sieger                             | Ergebnis              | Finalist                           |
| ------- | ---------------------------------- | --------------------- | ---------------------------------- |
| 1978    | CD Maxaquene                       | 4:0                   | Ferroviário Beira                  |
| 1979    | Palmeiras de Beira                 | 2:2 n. V. (5:4 i. E.) | GD Têxtil Punguè                   |
| 1980    | Clube de Desportos da Costa do Sol | 1:0                   | Palmeiras de Beira                 |
| 1981    | Desportivo Maputo                  | 1:0                   | Clube de Desportos da Costa do Sol |
| 1982    | CD Maxaquene                       | 1:0                   | Ferroviário Maputo                 |
| 1983    | Clube de Desportos da Costa do Sol | 1:0                   | Textáfrica do Chimoio              |
| 1984    | Ferroviário Maputo                 | 4:2                   | Palmeiras de Beira                 |
| 1985    | Keine Austragung                   | Keine Austragung      | Keine Austragung                   |
| 1986    | CD Maxaquene                       | 2:0                   | CD Estrela Vermelha                |
| 1987    | CD Maxaquene                       | 3:0                   | Palmeiras de Beira                 |
| 1988    | Clube de Desportos da Costa do Sol | 1:0                   | Águia d'Ouro                       |
| 1989    | Ferroviário Maputo                 | 2:0                   | Desportivo Maputo                  |
| 1990    | Matchedje Maputo                   | 3:1                   | CD Maxaquene                       |
| 1991    | Clube de Gaza                      | 2:1 n. V.             | CD Maxaquene                       |
| 1992    | Clube de Desportos da Costa do Sol | 4:1                   | Clube de Gaza                      |
| 1993    | Clube de Desportos da Costa do Sol | 2:0                   | Ferroviário Beira                  |
| 1994    | CD Maxaquene                       | 1:0                   | Ferroviário Maputo                 |
| 1995    | Clube de Desportos da Costa do Sol | 2:1 n. V.             | CD Maxaquene                       |
| 1995/96 | CD Maxaquene                       | 2:1                   | GD Têxtil Punguè                   |
| 1996/97 | Clube de Desportos da Costa do Sol | 5:2                   | Migração de Beira                  |
| 1997/98 | CD Maxaquene                       | 1:0                   | Ferroviário Maputo                 |
| 1998/99 | Clube de Desportos da Costa do Sol | 5:0                   | SC Nampula                         |
| 1999/00 | Clube de Desportos da Costa do Sol | 1:0                   | Matchedje Maputo                   |
| 2000/01 | CD Maxaquene                       | 3:1                   | Textáfrica do Chimoio              |
| 2001/02 | Clube de Desportos da Costa do Sol | 2:0                   | Académica Maputo                   |
| 2003    | Ferroviário Nampula                | 1:1 n. V. (5:4 i. E.) | Ferroviário Maputo                 |
| 2004    | Ferroviário Maputo                 | 5:1                   | Textáfrica do Chimoio              |
| 2005    | Ferroviário Beira                  | 1:0 n. V.             | Clube de Desportos da Costa do Sol |
| 2006    | Desportivo Maputo                  | 1:0                   | GD Têxtil Punguè                   |
| 2007    | Clube de Desportos da Costa do Sol | 3:0                   | Ferroviário Nampula                |
| 2008    | Atlético Muçulmano                 | 1:0                   | CD Chingale                        |
| 2009    | Ferroviário Maputo                 | 2:0                   | Clube de Desportos da Costa do Sol |
| 2010    | CD Maxaquene                       | 2:0                   | AD Vilanculo                       |
| 2011    | Ferroviário Maputo                 | 3:0                   | CD Chingale                        |
| 2012    | Liga Desportiva de Maputo          | 1:0                   | Clube de Desportos da Costa do Sol |
| 2013    | Ferroviário Beira                  | 2:0                   | Clube do Chibuto                   |
| 2014    | Ferroviário Beira                  | 1:0                   | Ferroviário Maputo                 |
| 2015    | Liga Desportiva de Maputo          | 2:1                   | Ferroviário Beira                  |
| 2016    | UD Songo                           | 3:1                   | CD Maxaquene                       |
| 2017    | Clube de Desportos da Costa do Sol | 1:0 n. V.             | UD Songo                           |
| 2018    | Clube de Desportos da Costa do Sol | 1:1 n. V. (4:2 i. E.) | Ferroviário Beira                  |
| 2019    | UD Songo                           | 2:0                   | Ferroviário Maputo                 |
| 2020    | Keine Austragung                   | Keine Austragung      | Keine Austragung                   |
| 2021    | Keine Austragung                   | Keine Austragung      | Keine Austragung                   |
| 2022    | Ferroviário Maputo                 | 1:0                   | Ferroviário Beira                  |
| 2023    | Associação Black Bulls             | 2:1                   | UD Songo                           |